# Митин, Вячеслав Афанасьевич
Вячеслав Афанасьевич Митин  (9 сентября 1937 — 1982, Москва) — советский футболист, игравший на позициях полузащитника и нападающего.
Начал футбольную карьеру в 1958 году в возрасте 21 года в составе черкасского «Колхозника», выступавшего в Первой лиге СССР. Являлся игроком основного состава, благодаря чему в 1960 году перешёл в киевское «Динамо». Играл преимущественно за дублирующий состав, а в Высшей лиге СССР 1960 года провёл два матча — против московского «Локомотива» (1:2) и минской «Беларуси» (1:2).
В дальнейшем играл за хмельницкое «Динамо», вновь за черкасский «Колхозник», а также за запорожский «Металлург» в Первой и Второй лигах СССР.
Завершил карьеру в 1968 году в составе «Энергии» из Новой Каховки.